# Relations entre l'Ukraine et la Communauté des États indépendants
Les relations entre l'Ukraine et la Communauté des États indépendants (CEI) sont des relations internationales multilatérales entre un État tiers et une organisation supranationale.
7-8 décembre 1991 r. sur le territoire de la république de Biélorussie, dans la Bielaviejskaïa pouchtcha près de Brest, une réunion a eu lieu, dont le résultat a été la confirmation officielle du fait de l' effondrement de l'URSS, la conclusion d'un accord sur la formation de la CEI. Cependant, l'Ukraine n'a pas signé ni ratifié le statut de la CEI, de sorte que l'Ukraine n'a jamais été membre de la CEI, n'ayant que le statut d'État fondateur de la CEI,,. L' Ukraine a mis fin à sa participation aux organes statutaires de la CEI en 2018 en raison de la longue guerre russo-ukrainienne, achevant pleinement son retrait de la CEI, n'ayant jamais été membre de l'organisation post-soviétique,,. Bien qu'il reste membre de la zone de libre-échange de la CEI.
Après le début de l' invasion russe de l'Ukraine, pendant la guerre russo-ukrainienne, les relations russo-ukrainiennes ont été complètement rompues,, et les relations biélorusses-ukrainiennes, en raison de la participation de la Biélorussie à la guerre russo-ukrainienne en tant qu'allié de la Russie fédération - fortement détériorée. En outre, l'Ukraine a commencé à dénoncer intensivement divers accords avec la CEI à travers l'intégration européenne et le processus d'adhésion à l'Union européenne,,,.

## Histoire

### Années 1990

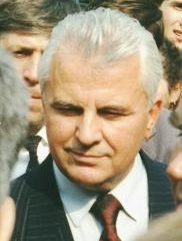
Leonid Kravtchouk — le premier président de l'Ukraine indépendante ; avant les élections — membre du Politburo du Comité central du Parti communiste d'Ukraine.

7-8 décembre 1991 sur le territoire de la république de Biélorussie, dans la Bielaviejskaïa pouchtcha près de Brest, une rencontre a eu lieu entre le président de la Verkhovna Rada de Biélorussie, Stanislav Shushkevich, le président de la fédération de Russie, Boris Eltsine, et le président de l'Ukraine, Leonid Kravtchouk. Son résultat a été la confirmation officielle du fait de l' effondrement de l'URSS, la conclusion d'un accord sur la formation de la CEI. 21 décembre 1991 Lors d'une réunion à Almaty, les dirigeants de la Russie, de l'Ukraine, de la Biélorussie, de l'Azerbaïdjan, de l' Arménie, de la Moldavie, du Kazakhstan, du Kirghizistan, du Turkménistan, de l'Ouzbékistan et du Tadjikistan ont signé la Déclaration sur la formation de la CEI.
L'Ukraine a été l'un des fondateurs de la Communauté des États indépendants et a développé une coopération avec les États de la CEI sur la base de l'accord portant création de la Communauté des États indépendants du 8 décembre 1991 et du protocole à cet accord du 21 décembre 1991, qui en fait partie intégrante, sous réserve des réserves exprimées par la Verkhovna Rada d'Ukraine lors de la ratification de l'accord spécifié et de la déclaration de la Verkhovna Rada d'Ukraine du 20 décembre 1991 "concernant la conclusion par l'Ukraine de l'accord sur la Communauté des États indépendants", qui fournit une interprétation officielle de l'Accord et des réserves. La demande indique que:
1. Selon son statut juridique, l'Ukraine est et reste un État indépendant — un sujet de droit international.
2. L'Ukraine nie la transformation de la Communauté des États indépendants en une entité étatique dotée de ses propres autorités et administration.
3. L'Ukraine nie avoir accordé à la Communauté des États indépendants le statut de sujet de droit international.
4. Les instituts de coordination dans le cadre de la communauté ne peuvent avoir un caractère d'autorité, leurs décisions sont consultatives.
5. Menant sa politique étrangère de manière indépendante, l'Ukraine engagera des consultations avec d'autres États du Commonwealth.
6. La frontière entre l'Ukraine d'une part et la Russie et la Biélorussie d'autre part est la frontière d'État de l'Ukraine, qui est inviolable.
7. L'Ukraine créera ses propres forces armées basées sur les forces armées de l'ex-URSS situées sur son territoire.
8. L'Ukraine s'efforcera d'acquérir le statut d'État dénucléarisé en détruisant tous les arsenaux nucléaires sous un contrôle international efficace et, sur la base de la Déclaration sur la souveraineté de l'État de l'Ukraine, ne rejoindra pas les blocs militaires.
9. La présence de forces armées stratégiques sur le territoire de l'Ukraine est temporaire. Leur statut juridique et la durée de leur séjour sur le territoire de l'Ukraine devraient être déterminés par la loi ukrainienne et un accord intergouvernemental spécial conclu entre les États sur le territoire desquels se trouvent les armes nucléaires de l'ex-URSS.
10. L'Ukraine créera son propre système économique ouvert en introduisant sa propre monnaie, en créant ses propres systèmes bancaires et douaniers, en développant ses propres systèmes de transport et de communication, ainsi qu'en participant aux marchés régionaux et interrégionaux.
11. Les différends concernant l'interprétation et l'application des dispositions de l'Accord seront réglés par l'Ukraine par voie de négociations sur la base du droit international.
12. L'Ukraine se réserve le droit non seulement de suspendre, mais également de résilier sa participation à l'Accord ou à ses articles individuels.
13. L'Ukraine garantit le respect des obligations internationales découlant pour elle des traités de l'ancienne Union de la RSS, conformément à sa législation nationale.

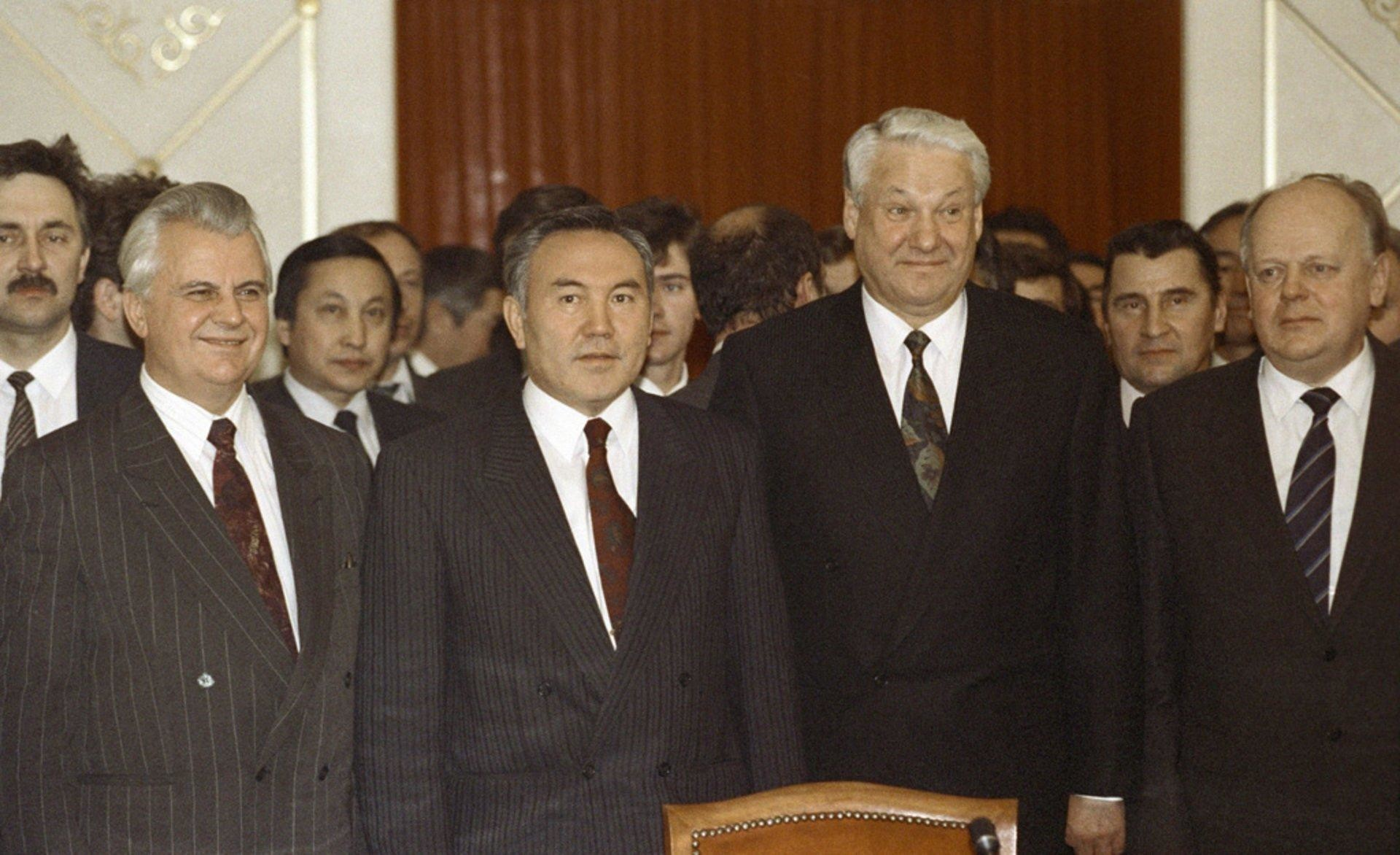
Signature du Traité sur la création de la CEI, Almaty, Kazakhstan

Les États membres de la CEI coopèrent étroitement dans le domaine de l'assistance et de la coopération juridiques internationales. En particulier, le 22 janvier 1993, les chefs des États membres de la CEI, dont l'Ukraine, ont signé la Convention sur l'entraide judiciaire et les relations judiciaires en matière civile, familiale et pénale, et le 29 mars 1997, le Protocole à celle-ci.
Le 7 octobre 2002, l'Ukraine a signé une nouvelle version de la Convention sur l'entraide judiciaire et les relations judiciaires en matière civile, familiale et pénale lors d'une réunion du Conseil des chefs d'État de la CEI.
Après l'effondrement de l'URSS et l'émergence de nouveaux États indépendants, un certain nombre de problèmes environnementaux, autrefois nationaux, sont aujourd'hui devenus de nature internationale et nécessitent la coordination des efforts des États nouvellement indépendants. À cet égard, les États de la CEI ont conclu un certain nombre d'accords internationaux sur la mise en œuvre de mesures communes de protection de l'environnement, se prêtant mutuellement assistance pour éliminer les conséquences des catastrophes environnementales et autres situations d'urgence.
Ainsi, le 8 février 1992, l'Ukraine a signé l'Accord de coopération dans le domaine de l'écologie et de la protection de l'environnement; 4 juin 1999 - Accord de coopération dans le domaine de la conservation et de l'utilisation des ressources génétiques des plantes cultivées des États membres de la CEI ; 30 novembre 2000 - Accord de coopération dans le domaine de la formation de spécialistes en radioécologie, radioprotection, radiobiologie et sciences connexes.
Comme indiqué, l'Ukraine accorde la priorité à la coopération économique au sein de la CEI. L'une des principales tâches résolues dans le cadre de la CEI est la préservation et le développement de liens économiques étroits entre les États membres de la CEI. Les documents fondamentaux sur les questions économiques au sein du Commonwealth sont le Traité sur l'établissement de l'Union économique ( l'Ukraine n'a pas signé le Traité ) et l'Accord sur la création d'une zone de libre-échange (l'Accord a été signé par l'Ukraine le 15/04/ 1999 et ratifiée par la Verkhovna Rada en adoptant la loi du 10 juin 1999). L'accord sur la création de l'Union économique a été signé le 24 septembre 1993. Le document envisage la formation progressive de l'union dans le but d'intégrer l'économie et de créer un espace douanier et monétaire unique basé sur des relations de marché.
Conformément à l'article 30 du présent traité, un État qui exprime sa volonté de n'assumer qu'une partie des obligations découlant du présent traité avec le consentement des membres de l'Union économique peut se voir accorder le statut de membre associé. Les conditions d'adhésion à l'Union économique en tant que membre associé sont déterminées par les membres de l'Union économique. Le 15 avril 1994, l'Ukraine et les pays de l'Union économique ont signé l'Accord d'adhésion de l'Ukraine à l'Union économique en tant que membre associé. C'est-à-dire que l'Ukraine était membre associé de l'Union économique.
La création d'une zone de libre-échange dans la CEI, tenant compte des intérêts de tous les partenaires du Commonwealth, est d'une importance capitale dans les relations économiques mutuelles des États membres de la CEI.
Le 15 avril 1994, l'accord sur la création d'une zone de libre-échange a été signé et le 2 avril 1999, le protocole y relatif a été signé. L'Ukraine a ratifié ledit accord et son protocole en adoptant la loi ukrainienne du 6 octobre 1999 no 1125-XIV.

### Années 2000
Le 10 décembre 2002, lors d'une réunion du groupe de travail des représentants des États membres de la CEI sur l'élaboration de propositions pour le développement de la coopération entre les États membres de la CEI dans le domaine économique, l'Ukraine a proposé de consacrer 2003 dans la CEI à la mise en œuvre de tâches spécifiques et la mise en œuvre pratique des documents adoptés. À cet égard, l'Ukraine a formulé les tâches prioritaires suivantes:
- achever l'enregistrement légal de la zone franche et organiser son cadre réglementaire et juridique ;
- commencer à utiliser les normes et règles de base du libre-échange, analyser l'application des normes relatives à la zone de libre-échange dans la législation des États participants ;
- effectuer une surveillance constante des processus;
- achever l'élaboration d'accords qui réglementent le commerce des services, l'octroi de subventions commerciales, les infrastructures de transport dans les couloirs de transport internationaux, ainsi que les concepts de politique des transports et de coopération dans le domaine monétaire.

Aujourd'hui, il est également décisif que depuis janvier 2003, conformément à la décision du Conseil des chefs d'État de la CEI, la présidence du Conseil des chefs d'État du Commonwealth a été assumée par l'Ukraine en la personne de son président du Ukraine.

### Années 2010-2020

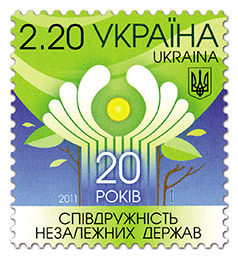
Timbre-poste «20e anniversaire de la Communauté des États indépendants» d'Ukrposhta, 2011

Le 8 avril 2013, le premier vice-Premier ministre ukrainien Serhi Arbouzov a été nommé coordinateur national de l'Ukraine pour la coopération au sein de la Communauté des États indépendants, et également représentant de l'Ukraine au Conseil économique de la Communauté des États indépendants. États.
Comme stipulé par la décision du Conseil des chefs d'État de la CEI du 25 octobre 2013, l'Ukraine a été désignée président de la CEI en 2014. Parmi les priorités de la présidence de l'Ukraine dans la CEI en 2014, qui reposait sur le principe d'égalité, l'interaction du partenariat et le renforcement des relations de bon voisinage entre les États — les membres de la CEI, la politique étrangère, les domaines d'activité économiques, humanitaires, scientifiques et techniques et innovants du Commonwealth, les transports, l'énergie et la lutte contre les nouveaux défis et menaces ont été déterminés.

### Guerre russo-ukrainienne
Cependant, à compter du 27 février 2014 après que la fédération de Russie a menacé de violer l'intégrité territoriale de l'Ukraine, l'utilisation d'un contingent militaire des Forces armées de la fédération de Russie sur le territoire de l'ARC, l'annonce d'un référendum illégitime sur l'indépendance de la Crimée et d'autres actions illégales par La Russie, l'Ukraine en tant que président de la CEI, l'État a lancé une convocation urgente le 7 mars. p. à Kyiv, une réunion extraordinaire du Conseil des ministres des affaires étrangères de la CEI, dont le but était d'adopter la déclaration pertinente du ministère des affaires étrangères sur la situation dans certaines régions de l'Ukraine, y compris la république autonome de Crimée.
Cependant, la Communauté des États indépendants, contrairement à d'autres organisations internationales (ONU, UE, Conseil de l'Europe, OSCE), a évité de prendre des décisions politiques responsables concernant les principes de base de l'existence de la Communauté. Tenant compte de cela, la partie ukrainienne par note du ministère des Affaires étrangères de l'Ukraine en date du 19 mars 2014 a annoncé la fin de la présidence de la CEI en 2014 En conséquence, depuis avril 2014, la coopération de l'Ukraine au sein de la CEI a été réduite au minimum. L'Ukraine s'est retirée d'un certain nombre d'accords multilatéraux dans le cadre de la CEI et a cessé d'être membre de nombreux organismes de coopération industrielle.
En février 2019, l'Ukraine a réduit sa participation au Commonwealth au minimum indispensable et a en fait achevé son retrait. Cependant, l'examen des 236 accords auxquels l'Ukraine a adhéré lors de sa participation à la CEI se poursuit, dans le but de les dénoncer.
Le 19 février 2019, le comité exécutif de la Communauté des États indépendants a envoyé une invitation à participer à la réunion du Conseil des chefs d'État, qui s'est tenue le 11 octobre 2019 à Achgabat, au président ukrainien Volodymyr Zelenskyj et le chef du ministère des Affaires étrangères de l'Ukraine Vadym Prystajko. Cependant, Kyiv n'a pas répondu à l'invitation, car l'Ukraine a en fait achevé sa sortie de la CEI.
Le 2 septembre 2020, l'Ukraine a cessé de participer à l'accord de coopération dans le domaine de la médecine vétérinaire, dans le domaine de la protection sanitaire des territoires des États membres de la CEI, et à l'accord sur la création du Conseil de coordination pour la phytoquarantaine de les États membres de la CEI. En février 2021, l'Ukraine s'est retirée de deux accords de la CEI concernant l'espace aérien commun et son utilisation.
Le 16 février 2022, la Verkhovna Rada d'Ukraine a soutenu la résiliation de l'accord international concernant la participation de l'Ukraine au Centre antiterroriste de la Communauté des États indépendants. Les députés du peuple ont également voté pour le document, qui prévoit le retrait de l'accord sur les règles de détermination de l'origine des produits en développement, lors de l'octroi de préférences tarifaires dans le cadre du système général de préférences. Il a été signé le 12 avril 1996 à Moscou et ratifié par la Verkhovna Rada le 22 novembre 2002.

### Après l'invasion russe
Après le début de l'invasion russe de l'Ukraine pendant la guerre russo-ukrainienne, l'Ukraine a entamé une dénonciation plus intensive de divers accords avec la CEI dans le cadre de l'intégration européenne et de l'adhésion de l'Ukraine à l'Union européenne,,,.
Le 22 mai 2022, la Verkhovna Rada d'Ukraine a adopté 4 projets de loi sur la dénonciation des accords avec la CEI: sur les accords sur le marché agricole commun des États membres de la CEI, sur la prévention de la double imposition, sur la lutte contre l'immigration clandestine et la perpétuation la mémoire du courage et de l'héroïsme des peuples de la CEI dans la Grande Guerre patriotique (274 voix).
Le 15 juin 2022, l'Ukraine s'est retirée de l'accord de la CEI sur la création du Conseil des chefs des tribunaux supérieurs d'arbitrage, économiques, économiques et autres qui règlent les affaires liées aux différends dans le domaine de l'économie.
Le 19 juin 2022, la Verkhovna Rada d'Ukraine a approuvé le retrait de l'accord de coopération dans le développement et l'utilisation des systèmes de communication mobile cellulaire. Le parlement a également voté la loi no 0103 portant retrait de l'accord sur la création d'une réserve intergouvernementale de préparations biologiques et autres moyens de protection animale dans la CEI. L'Ukraine s'est également retirée du protocole d'amendements à l'accord sur la communication intergouvernementale des services extérieurs pour la livraison de la correspondance officielle des organes de la CEI, qui concernait le droit des employés de détenir et d'utiliser des armes de service conformément à la législation nationale. En outre, le parlement a soutenu le projet de loi no 0147 portant retrait de l'accord sur le soutien et le développement du petit entrepreneuriat dans la CEI. Lors de la réunion, la Verkhovna Rada a également adopté la loi no 0149 sur la résiliation de l'accord entre le gouvernement ukrainien et le gouvernement de la fédération de Russie sur la coopération scientifique et technique.
Le 18 juillet 2022, la Verkhovna Rada d'Ukraine a adopté la loi de l'Ukraine introduite par le Cabinet des ministres de l'Ukraine "Sur le retrait de l'accord de coopération et d'assistance mutuelle en matière douanière du 15 avril 1994" conclu à Moscou et ratifié par la Verkhovna Rada d'Ukraine en 1999,.

## Le statut de l'Ukraine dans la CEI

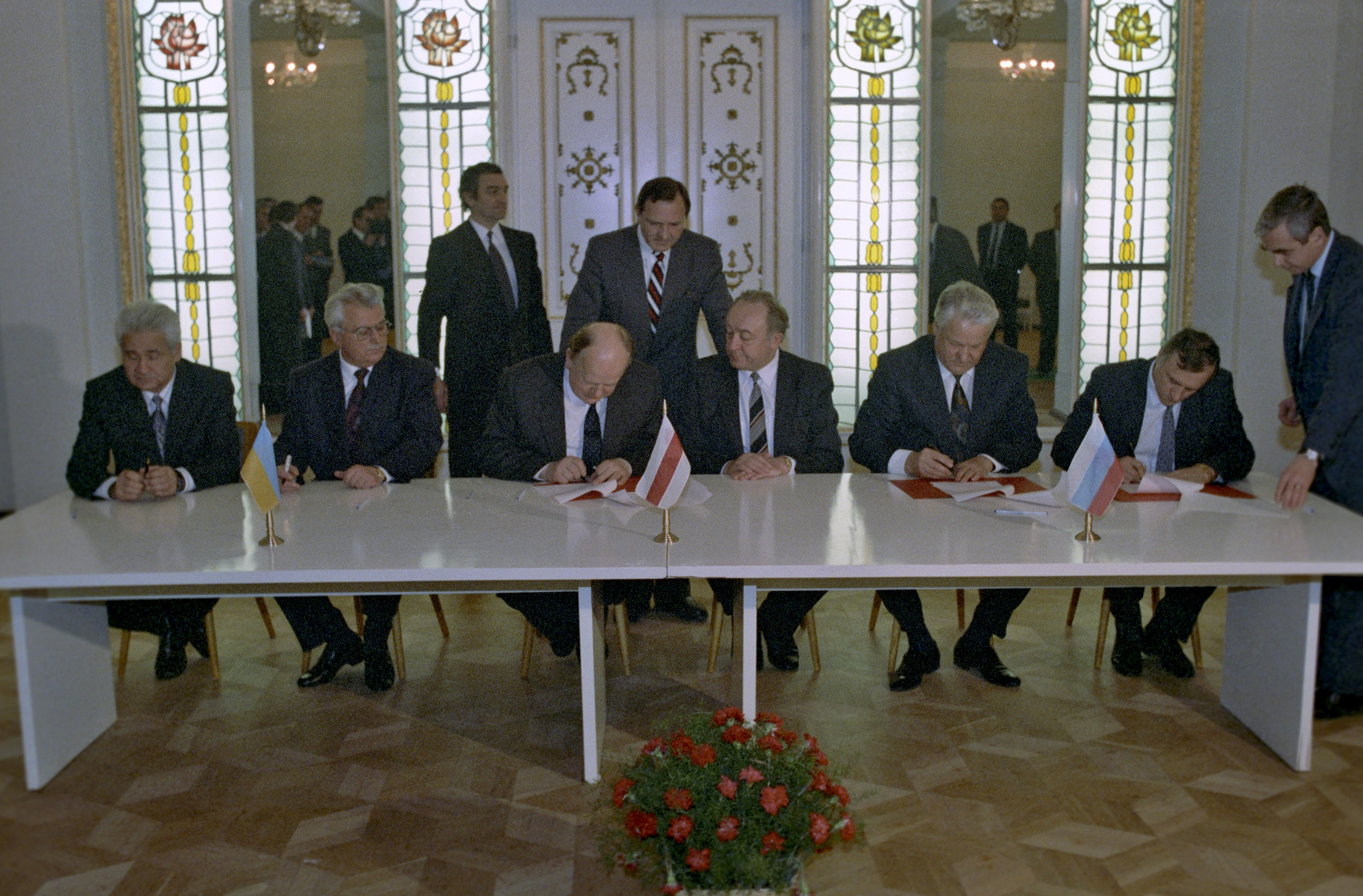
Signature de l'Accord sur la création de la Communauté des États indépendants entre la république du Bélarus, la fédération de Russie et l'Ukraine

Le 8 décembre 1991, le président de l'Ukraine, Leonid Kravtchouk, a signé l'accord sur la création de la Communauté des États indépendants, selon lequel l'Ukraine est devenue l'un des États fondateurs de la CEI. Cet accord a été ratifié par la Verkhovna Rada d'Ukraine le 10 décembre 1991 avec des réserves. Le 20 décembre 1991, la Verkhovna Rada d'Ukraine a fait une déclaration "Sur la conclusion par l'Ukraine de l'Accord sur la Communauté des États indépendants". Selon le dernier paragraphe de cette déclaration, ses dispositions sont l'interprétation officielle de l'accord ci-dessus. Le 21 décembre 1991, l'Ukraine a signé le Protocole à l'Accord sur la création de la Communauté des États indépendants, qui en fait partie intégrante.
Dans les documents spécifiés, déterminants pour l'Ukraine quant à sa participation à la CEI, il n'est pas fait mention d'une adhésion associée à cette entité interétatique. De plus, l'Accord et le Protocole susmentionnés ne prévoient pas la possibilité d'être membre associé.
Le 22 janvier 1993, le Statut de la CEI a été adopté par décision du Conseil des chefs d'État de la CEI. Cette décision n'a pas été signée par l'Ukraine.
Selon la première partie de l'article 8 de la Charte de la CEI, "sur la base d'une décision du Conseil des chefs d'État, un État qui souhaite participer à certains types de ses activités peut adhérer au Commonwealth en tant que membre associé en vertu de la conditions déterminées par l'accord sur la qualité de membre associé. L'Ukraine n'a pas signé l'accord sur le statut de membre associé conformément au Statut de la CEI.
L'article 7 de la Charte définit que "les États fondateurs du Commonwealth sont les États qui ont signé et ratifié l'Accord sur la création de la CEI et le Protocole y relatif. Les États membres de la CEI sont les États fondateurs qui s'engagent à respecter le Statut de la CEI dans l'année suivant son adoption par le Conseil des chefs d'État.
Ainsi, l'Ukraine est l'un des États fondateurs de la Communauté des États indépendants, mais n'est pas un État membre de la CEI en tant que telle, car elle n'a pas signé la Décision sur l'adoption du statut de la CEI. L' Ukraine a mis fin à sa participation aux organes statutaires de la CEI en 2018 en raison de la longue guerre russo-ukrainienne, complétant pleinement sa sortie de la CEI, n'ayant jamais été membre de l'organisation,,, bien qu'il reste membre de la zone franche de commerce de la CEI.

## Sortie de l'Ukraine de la CEI
L'Ukraine n'a jamais été membre de la CEI, c'est-à-dire qu'en 2018, l'Ukraine s'est retirée d'une organisation dont elle n'était pas membre, mais elle ne s'est toujours pas retirée de certains accords dans le cadre du Commonwealth. Cela est dû au fait que dans «l'espace post-soviétique», certaines questions qui sont vraiment importantes pour les Ukrainiens sont encore régies par les accords de la CEI. Par exemple, la pension de retraite, la reconnaissance des diplômes, l'aide juridique, etc., c'est-à-dire que toutes ces choses sont vraiment importantes pour les Ukrainiens.

« Ukraine does not need to leave the CIS - it has never been and is not now a member of this structure. Because - and this is the joke of the situation - Ukraine is the founder of the CIS, but was not a party to the Commonwealth. We did not sign the statute. Therefore, in fact, based on the CIS structures, we really completely, finally break with the CIS. As they say, this is the point of no return. There is basically no way back. Not politically, not mentally, not at all. And here there are no tricks on the part of Kyiv. And all these hints about some legal and political problems are all "divorce" used in Moscow. Because they dream of somehow dragging us back. »

— Pavlo Klimkine

### Cessation de la participation aux organes de la CEI
La question de l'adhésion de l'Ukraine à la CEI a été soulevée pour la première fois après la victoire de Viktor Iouchtchenko à l'élection présidentielle de 2005. En 2005, le ministre ukrainien des Affaires étrangères, B. Tarasyuk, a noté que la participation de l'Ukraine à la CEI était symbolique, et la très l'existence de l'organisation et son développement ultérieur est très problématique. Un point de vue similaire a également été exprimé par les représentants des gouvernements géorgien, moldave et azerbaïdjanais. En juillet 2007, le président de l'Ukraine, Viktor Iouchtchenko, lors d'une conférence de presse, a estimé que les perspectives de la CEI dans son ensemble étaient pessimistes.
Une autre raison était le début de la guerre de la Russie contre l'Ukraine à l' est. Le 14 mars 2014, le projet de loi de l'Ukraine a été soumis à la Verkhovna Rada pour examen, mais il n'a pas été soumis à toutes les procédures d'examen nécessaires en commission et n'a pas été voté,. Le 19 mars 2014, le Conseil national de sécurité et de défense a décidé d'engager la procédure de sortie de la CEI,. Le 30 avril 2014, le ministère des Affaires étrangères de l'Ukraine a annoncé qu'il avait déjà préparé tous les documents nécessaires concernant le retrait de l'Ukraine de la CEI. Après cela, selon le vice-ministre des Affaires étrangères Danylo Lubkivskyi, la seule chose nécessaire pour que l'Ukraine quitte cette union est la loi applicable. Le 27 novembre 2014, la VRU a enregistré un projet de résolution sur le retrait de l'Ukraine de la CEI.
Le 12 avril 2018, le président Petro Porochenko a annoncé qu'il proposerait à la Verkhovna Rada de se retirer de tous les organes statutaires de la CEI. Le 19 mai 2018, Porochenko a signé le décret mettant en œuvre la décision du CDSN sur la résiliation définitive de la participation de l'Ukraine aux organes statutaires de la CEI,.